# 鈴木すみれ
鈴木 すみれ（すずき すみれ、2004年12月29日 - ）は日本の脚本家。

## 略歴
2004年生まれ。東京都出身。両親ともに映画や本が好きで、幼少期の頃から映画や本に囲まれて育った。
2018年、『ココア』を執筆し、第30回フジテレビヤングシナリオ大賞を史上最年少（当時14歳）で受賞。大学受験よりも脚本を書く時間にあてたいという理由から、大学付属の中央大学高等学校に進学した。
2023年、中央大学文学部に入学し、国文学を専攻している。大学入学後、映画『女神降臨』の脚本・構成を担当した。
短歌も作っており、2023年には「先生が好き」50首で第69回角川短歌賞佳作を受賞した。

## 人物
尊敬している脚本家は坂元裕二。坂元が脚本を書き下ろした『Mother』の脚本からシナリオの書き方を学んだと話している。

## 主な作品

### テレビドラマ
- 『ココア』（フジテレビ、2019年1月4日放送）

### 配信ドラマ
- 厨房のありす スピンオフ（日本テレビ、2024年2月25日、3月17日配信）

### 映画
- 女神降臨（ソニー・ピクチャーズ エンタテインメント）[4][5][1]
  - 女神降臨 Before （2025年3月20日公開）
  - 女神降臨 After （2025年5月1日公開）

## 受賞
- 第30回フジテレビヤングシナリオ大賞（2018年）（「ココア」）
- 第13回角川全国短歌大賞（2021年） 角川『短歌』編集部賞[6]
- 第20回高校生福祉文化賞エッセイコンテスト（2022年）優秀賞（「幸せになる思考」）[3]
- 第69回角川短歌賞（2023年） 佳作[1]（「先生が好き」）